# Roberta Bonanomi
Roberta Bonanomi (* 15. Oktober 1966 in Sotto il Monte) ist eine ehemalige italienische Radrennfahrerin.
Roberta Bonanomi war als Radrennfahrerin auf der Straße von Beginn der 1980er bis Anfang der 2000er Jahre aktiv. 1988 wurde sie Weltmeisterin im Mannschaftszeitfahren, gemeinsam mit Maria Canins, Monica Bandini und Francesca Galli. Im Jahr darauf gewann sie den Giro d’Italia Femminile, die Norwegen-Rundfahrt und das italienische Team wurde in derselben Zusammensetzung wie im Vorjahr Vize-Weltmeister.  1993 belegte sie bei den Straßen-Weltmeisterschaften im Mannschaftszeitfahren Platz drei, gemeinsam mit Alessandra Cappellotto, Michela Fanini und Fabiana Luperini.
1994 wurde Bonanomi Zweite des Giro del Trentino Alto Adige. 1995 wurde sie italienische Vize-Meisterin im Einzelzeitfahren, Dritte des Giro d’Italia Femminile, erneut Zweite des Giro del Trentino Alto Adige sowie Zweite der Masters Féminin.
Fünfmal zwischen 1984 und 2000 startete Roberta Bonanomi bei Olympischen Spielen, konnte sich jedoch nie vorne platzieren.